# Gozdek Drugi
Gozdek Drugi – dawna kolonia w Polsce położona w województwie wielkopolskim, w powiecie konińskim, w gminie Krzymów.
Nazwę zniesiono z 2023 r.